# Arrondissement de Nguélou
L'arrondissement de Nguélou est l'un des arrondissements du Sénégal. Il est situé dans le département de Guinguinéo et la région de Kaolack, dans le sud-est du pays.
Il a été créé par un décret du 10 juillet 2008.
Il compte cinq communautés rurales :
- Communauté rurale de Gagnick
- Communauté rurale de Nguélou
- Communauté rurale de Ourour
- Communauté rurale de Dara Mboss, créée en 2011 par reconfiguration de la communauté rurale de Mboss[3]
- Communauté rurale de Panal Wolof (2011)[3]

Son chef-lieu est Nguélou.